# Bulbophyllum neopommeranicum
Bulbophyllum neopommeranicum är en orkidéart som beskrevs av Rudolf Schlechter. Bulbophyllum neopommeranicum ingår i släktet Bulbophyllum och familjen orkidéer. Inga underarter finns listade i Catalogue of Life.